# Bronisławów (Jasieniec)
Pour les articles homonymes, voir Bronisławów.
Bronisławów (prononciation : [brɔniˈswavuf]) est un village polonais de la gmina de Jasieniec dans le powiat de Grójec de la voïvodie de Mazovie dans le centre-est de la Pologne.
Il se situe à environ 15 kilomètres à l'est de Grójec (siège du powiat) et à 43 kilomètres au sud de Varsovie (capitale de la Pologne).
Le village possède approximativement une population de 130 habitants.

## Histoire
De 1975 à 1998, le village appartenait administrativement à la voïvodie de Radom.